# Bonnes-Mares
Die Bonnes-Mares sind eine als Grand Cru eingestufte Weinlage an der Côte d’Or im französischen Burgund. Die Appellation Bonnes-Mares besteht seit dem 8. Dezember 1936. Sie umfasst 15,0572 Hektar; davon liegen 13,5417 ha in der Gemeinde Chambolle-Musigny und 1,5155 ha in Morey-Saint-Denis. Erzeugt wird ausschließlich Rotwein.

## Lage, Klima und Boden
Die Bonnes-Mares befinden sich auf einem leicht ansteigenden, nach Ost-Süd-Ost ausgerichteten Hang in 270 bis 300 m Höhe über NN. Im Norden schließt sich der Clos de Tart an, südlich folgen als „Chambolle-Musigny Premier Cru“ eingestufte Lagen. Unmittelbar östlich verläuft die Route des Grands Crus. Vom anderen Grand Cru von Chambolle, dem einen Kilometer entfernten Musigny, trennt ihn die Combe de Chambolle. Der Weinberg ist stark zersplittert, insgesamt teilen sich 35 Besitzer die 105 Parzellen. Diese sind in der Regel quer zum Hang ausgerichtet. Die größten Besitzer sind die Domänen Comte Georges de Vogüé (2,669 ha), Drouhin Laroze (1,7348 ha), Fougeray de Beauclair (1,60 ha) und Georges Roumier (1,4992 ha). Das bekannte Weingut Maison Joseph Drouhin besitzt 0,23 ha Rebfläche in dieser Lage.
Das Klima ist dasjenige des Burgund – ein Übergangsklima, in dem kontinentale über maritime Einflüsse überwiegen. Die zumeist trockenen und heißen Sommer lassen den Pinot Noir zwar ausreifen, große Jahrgänge entstehen aber nur, wenn kein Regen im Herbst die Lese beeinträchtigt. Bedingt durch die reine Ostlage ist das Mikroklima verhältnismäßig kühl, aber gleichzeitig geschützt vor Spatfrösten.
Der Weinberg ruht auf einem Sockelgestein aus dem Bathonium. Die darüber liegende Bodenschicht ist im Norden dicker, lehmig-kalkig von rötlicher Farbe. Im Süden ist der Boden weniger tief und steiniger. Er wird dort stärker von weißem Mergel geprägt, und der Kalkanteil ist höher.

## Wein
Der Bonnes-Mares wird in der Regel ausschließlich aus Pinot Noir erzeugt. Als weitere Rebsorten sind Pinot Liébault und Pinot Beurot zugelassen. Theoretisch dürfen bis zu 15 % weiße Trauben (Chardonnay, Pinot Gris und Pinot Blanc) verwendet werden. Der natürliche Alkoholgehalt muss mindestens 11,5 Vol.-% betragen, Chaptalisation ist – wie überall im Burgund – erlaubt. Der Basisertrag beträgt 35 Hektoliter je Hektar, dieser darf maximal um 20 % überschritten werden. Von 2000 bis 2004 wurden im Mittel 495 Hektoliter erzeugt, also rund 66.000 Flaschen. Damit betrug der Ertrag 33 hl/ha.
Die Weine der Lage Bonnes-Mares sind mächtig und gehaltvoll mit einem kräftigen Tanningerüst. In seiner Jugend ist der Bonnes-Mares entsprechend streng und verschlossen, er braucht längere Kellerreife zur Entfaltung seines aromatischen Potenzials. Sein Bukett ist dann von großer Komplexität, geprägt durch Noten von Kirschen, Veilchen, Gewürzen und Waldboden.

## Namensherkunft
Der Ursprung des Namens „Bonnes Mares“ ist nicht geklärt. Jean-François Bazin verweist in seinem Buch (s. u.) auf zwei Erklärungen: Das alte Verb „marer“ bezeichnete das Bearbeiten des Weinberges. „Bonnes Mares“ wären demnach sorgfältig bearbeitete oder auch leicht bearbeitbare Weinberge. Die andere Erklärung leitet den Namen von „bonnes mères“ (gute Mütter oder Frauen) ab – eine Anspielung auf die Bernhardinerinnen (→Zisterzienser) der Abtei von Tart, denen bis zur Französischen Revolution der benachbarte Clos de Tart gehörte.